# Bourbon-Condé

Wappen der Linie Bourbon-Condé

Das Haus Bourbon-Condé war ein Nebenzweig des französischen Königshauses Bourbon und damit dem kapetingischen Herrschergeschlecht zugehörig. Es bestand vom 16. bis zum 19. Jahrhundert. Sein Oberhaupt nahm zeitweise die Position des ersten Prinzen von Geblüt ein. Eine Nebenlinie des Hauses Bourbon-Condé war die jüngere Linie des Hauses Bourbon-Conti, das im Jahr 1814 erlosch.

## Geschichte

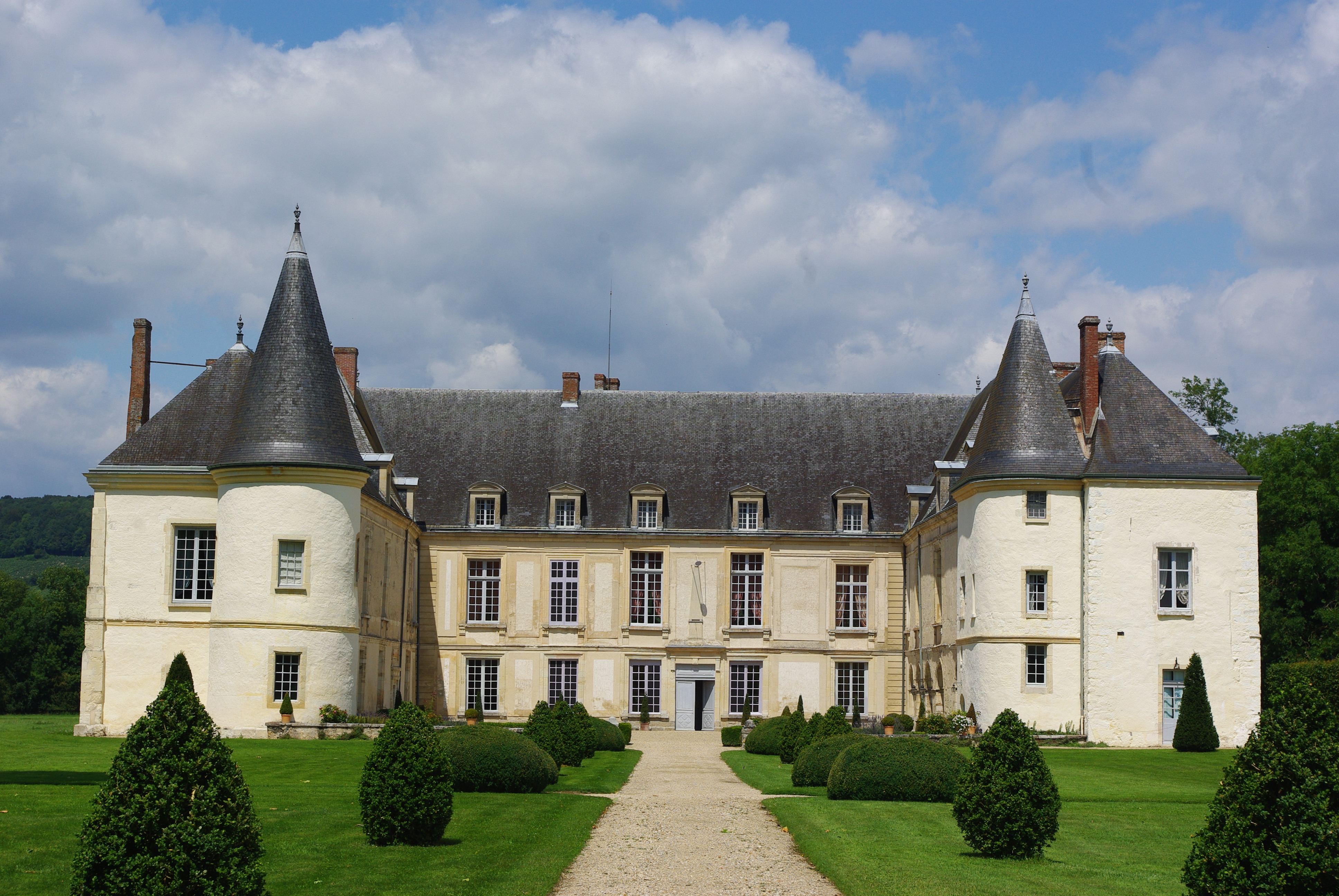
Schloss Condé

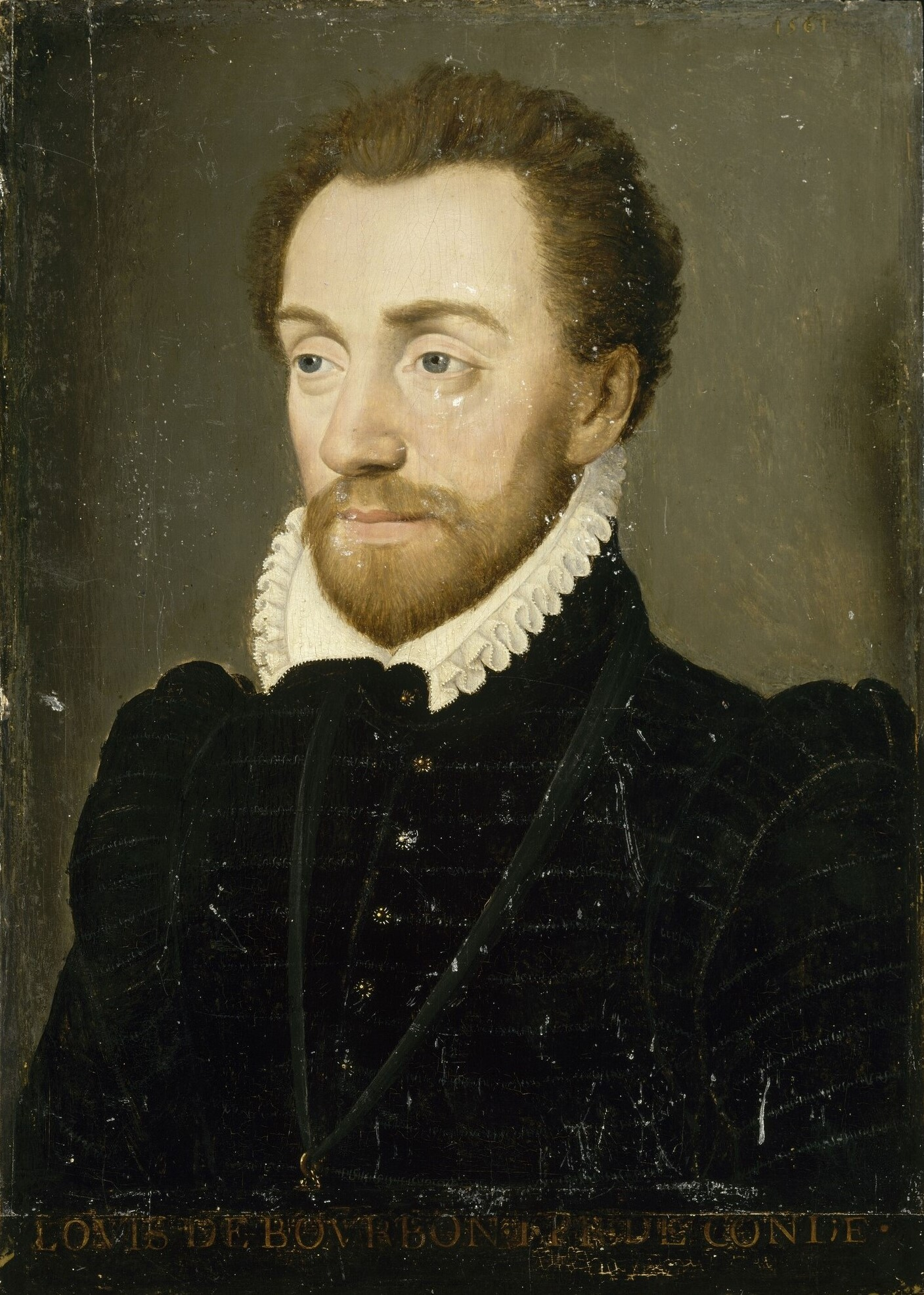
Louis de Bourbon (1530–1569), Hugenottenführer, begründete die Linie Condé

Benannt war die Linie nach der kleinen Herrschaft Condé-en-Brie mit dem Schloss Condé in der Champagne. Durch die im Jahr 1487 geschlossene Ehe der Marie de Luxembourg († 1547), Erbtochter des Pierre II. de Luxembourg, comte de Saint-Pol et Brienne, mit François de Bourbon, comte de Vendôme († 1495), war Condé in den Besitz des Hauses Bourbon gelangt. Es fiel an beider Enkel Louis de Bourbon (* 1530; † 1569), der einer der wichtigsten politischen und militärischen Führer der protestantischen Hugenotten in den Religionskriegen des 16. Jahrhunderts wurde. Dieser führte als Erster den französischen Titel „prince“ (deutsch: Fürst) von Condé; 1566 wurde er zudem Herzog von Enghien. Er war ein Mentor seines Neffen Henri de Bourbon, des Königs von Navarra, der 1589 unter dem Namen „Heinrich IV.“ als erster Bourbone den französischen Thron bestieg und dafür vom Calvinismus zur katholischen Konfession übertreten musste. Der Sohn Louis de Bourbons, Henri I. de Bourbon-Condé, unterstützte diesen militärisch und erlag seinen Kriegsverletzungen. Mit dessen Sohn Henri II. de Bourbon, prince de Condé kehrte die Linie der Condé zum Katholizismus zurück. 
Nach der Thronbesteigung Heinrichs IV. 1589 in Frankreich nahmen die Bourbon-Condé die Position des „ersten Prinzen von Geblüt“ ein, die ihnen die Nachfolge auf dem französischen Thron für den Fall des Aussterbens der königlichen Hauptlinie Bourbon zusicherte. Henri II. wurde dadurch 1610 Zweiter in der Thronfolge Ludwigs XIII. nach dessen Bruder Gaston, bis zur Geburt Ludwigs XIV. im Jahr 1638. 1610 erhielt Henri II. von der Königinwitwe Maria de’ Medici das Hôtel de Condé als Wohnsitz in Paris. Die Herrschaft Condé fiel 1624 über Marie de Bourbon-Condé an die Herzöge von Savoyen-Carignan. 1643 erbte Henri II. aber von der Familie Montmorency das Schloss Chantilly nordöstlich von Paris, das fortan und bis zu ihrem Aussterben im Jahr 1830 der Hauptsitz der Linie Bourbon-Condé blieb. Zur Erbschaft gehörten auch das Schloss Écouen und ein umfangreicher weiterer Besitz.
Der älteste Sohn Henris II. war Louis II. de Bourbon, prince de Condé († 1686), der als „le grand Condé“ bekannt wurde und der Anführer der Fronde gegen die Regentschaft des Kardinals Mazarin war. Später diente er Ludwig XIV. als Feldherr. Unmittelbar nach seiner Geburt trat ihm sein Vater den Titel Herzog von Enghien ab, wodurch der Brauch entstand, den jeweils ältesten Sohn des Prince de Condé als Duc d’Enghien zu bezeichnen. 1661 wurde er von Ludwig XIV. zum Herzog von Bourbon ernannt. Auch diesen Titel führten seine Nachkommen. Sein Sohn Henri III. war psychisch auffällig und wurde „Condé Le Fol“ (der verrückte Condé) genannt. Dessen Sohn Louis III. erbte 1709 Titel, Ämter und Vermögen und diente Ludwig XIV. als Feldherr; allerdings musste er 1709 den Rang der Condé als erste Prinzen von Geblüt an die Linie Bourbon-Orléans abtreten. Dessen Sohn Louis IV. Henri gehörte zum Regentschaftsrat des minderjährigen Königs Ludwig XV. und wurde nach dem Tod des Regenten Philippe II. de Bourbon, duc d’Orléans 1723 dessen Nachfolger als Premierminister, 1726 aber abgelöst.
Dessen Sohn Louis V. kämpfte im Siebenjährigen Krieg (1756–1763) als General der französischen Armee. Er war einer der ersten Adligen, die beim Ausbruch der Französischen Revolution 1789 ins Ausland flohen. Von dort opponierte er gegen die Revolution und die Herrschaft Napoleons. In Frankreich wurde er zum Verräter erklärt und seine Güter beschlagnahmt. Er kehrte 1814 zusammen mit Ludwig XVIII. nach Frankreich zurück. Sein Sohn Louis VI. (1756–1830) war der letzte Prinz von Condé, da dessen Sohn Louis Antoine bereits 1804 nach einem Schauprozess auf Veranlassung des Konsuls Napoleon Bonaparte exekutiert worden war. Louis VI. wurde depressiv und erhängte sich. Er vererbte den gesamten Familienbesitz, darunter das Schloss Chantilly, an Henri d’Orléans, duc d’Aumale, den vierten Sohn des Bürgerkönigs Ludwig Philipp I. aus der Linie Bourbon-Orléans.

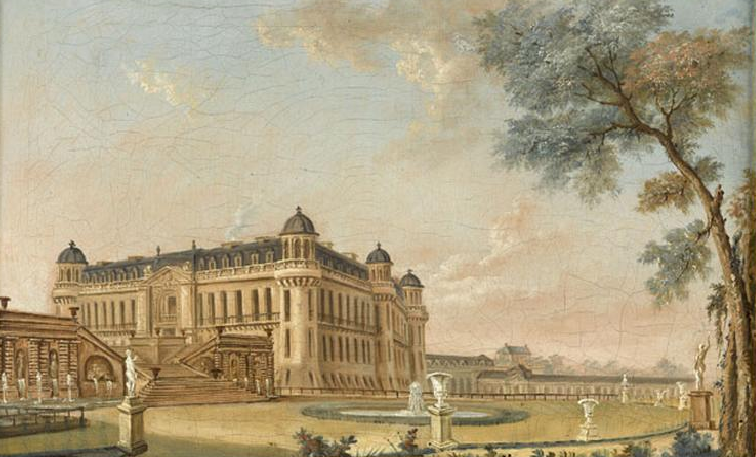
Schloss Chantilly, Hauptsitz der Condé
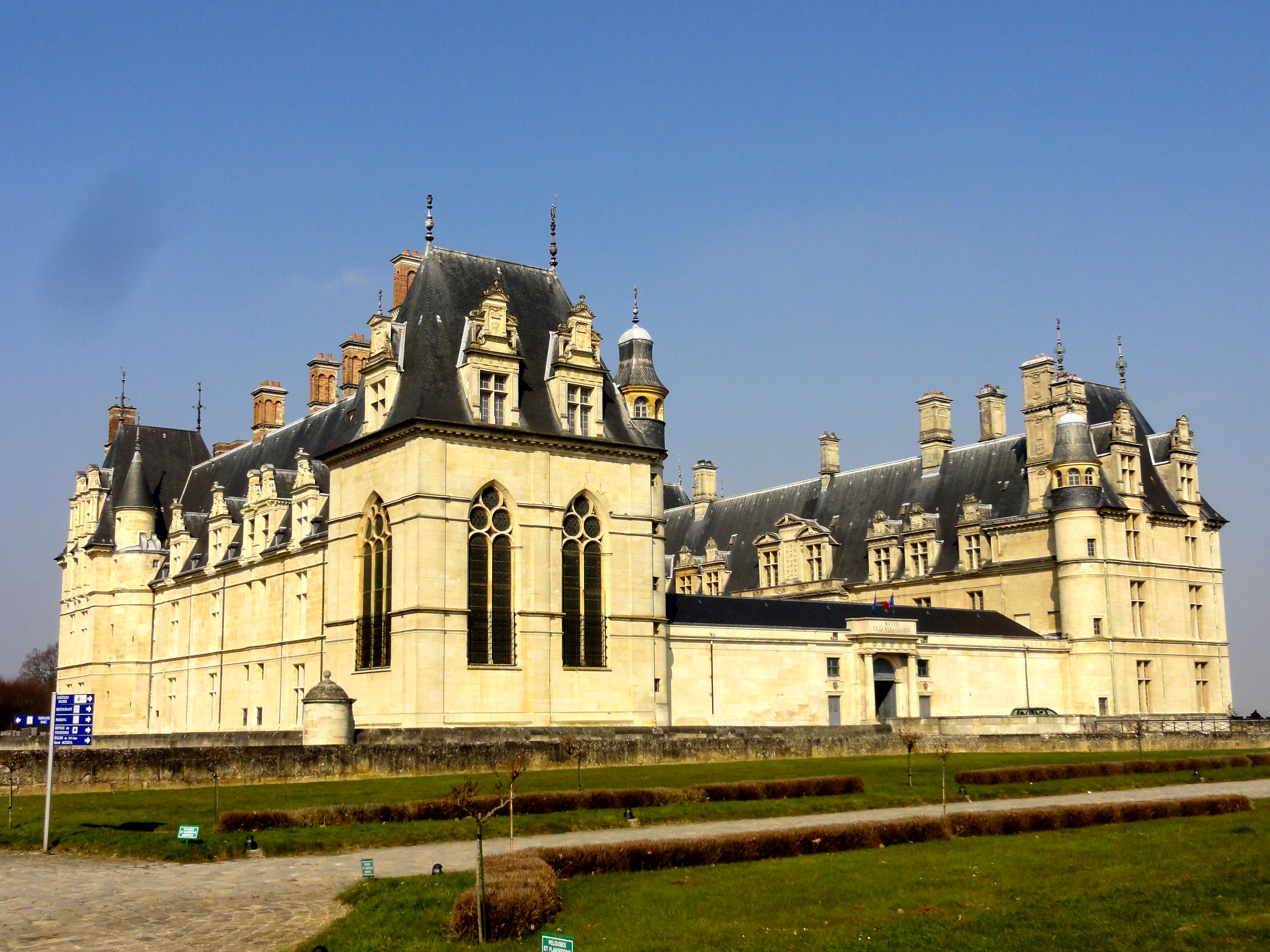
Schloss Écouen
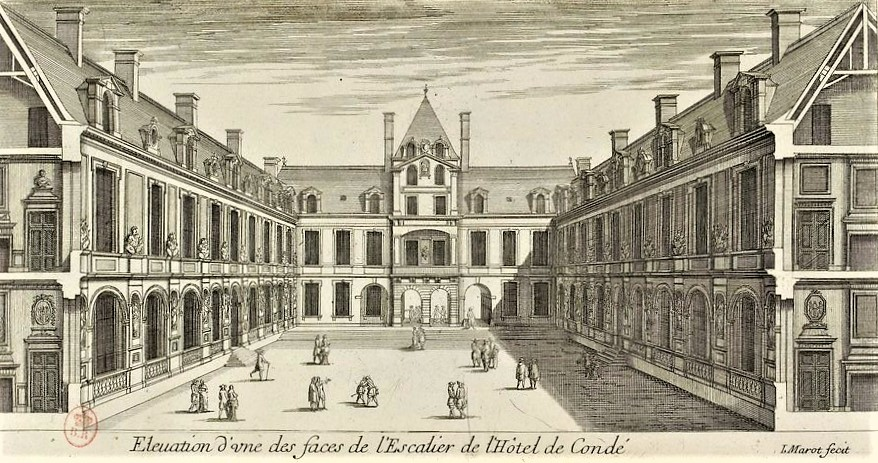
Hôtel de Condé, Paris

## Wappen

Wappen des Hauses Bourbon-Condé von 1546 bis 1588
1588 bis 1830

## Die Fürsten von Condé (Princes de Condé)

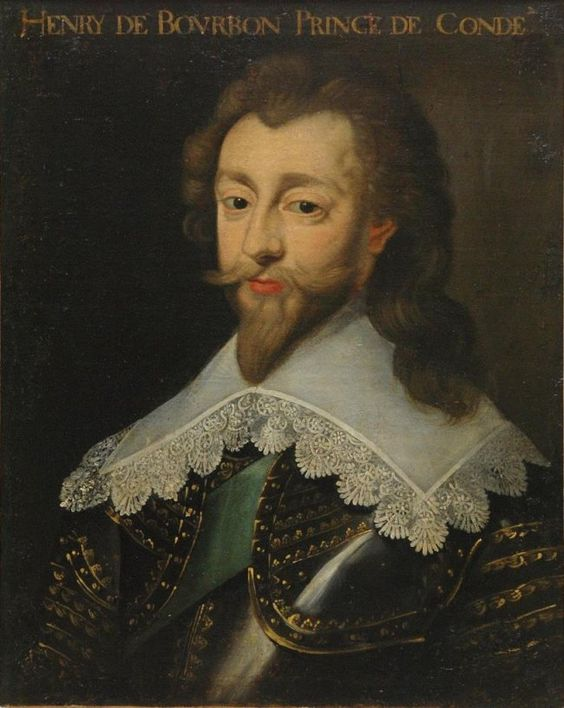
Henri II. de Bourbon-Condé (1588–1646)

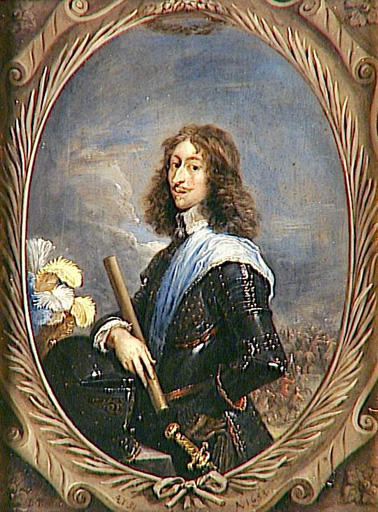
Louis II. de Bourbon (1621–1686), „le grand Condé“

- Louis I. de Bourbon (1530–1569), 1537 1. prince de Condé, 1554 duc d’Enghien, jüngster Sohn des Charles de Bourbon, duc de Vendôme
- Henri I. de Bourbon (1552–1588), duc d’Enghien, 1569 2. prince de Condé, Sohn von Louis I.
- Henri II. de Bourbon (1588–1646), duc d’Enghien bis 1606, 1588 3. prince de Condé, 1632 duc de Châteauroux, de Montmorency, d’Albret et de Bellegarde, Sohn von Henri I.
- Louis II. de Bourbon (1621–1686), „le grand Condé“, (Titular-)duc d’Enghien, 1646 4. prince de Condé, 2. duc de Châteauroux, de Montmorency, d’Albret (bis 1661) et de Bellegarde, duc de Fronsac, Sohn von Henri II.
- Henri III. Jules de Bourbon (1643–1709), 1643–1646 duc d’Albret, 1646–1686 (Titular-)duc d’Enghien, 1686 5. prince de Condé, 2. duc de Bourbon, de Châteauroux, de Montmorency et de Bellegarde, Sohn von Louis II.
- Louis III. de Bourbon (1668–1710), 1709 6. prince de Condé, 3. duc de Bourbon, (Titular-)duc d’Enghien, de Châteauroux, de Montmorency et de Bellegarde, Sohn von Henri III.
- Louis IV. Henri de Bourbon (1692–1740), 1710 4. duc de Bourbon, d’Enghien, de Guise, de Châteauroux, de Montmorency et de Bellegarde, 7. prince de Condé, Sohn von Louis III.
- Louis de Bourbon-Condé, comte de Clermont (1709–1771), französischer Kleriker, jüngster Sohn von Louis III.
- Louis V. Joseph de Bourbon (1736–1818), 1740 8. prince de Condé, 5. duc de Bourbon, d’Enghien, de Guise, de Châteauroux, de Montmorency et de Bellegarde, Sohn von Louis IV.
- Louis VI. Henri Joseph de Bourbon (1756–1830), 1818 9. prince de Condé, 6. duc de Bourbon, d’Enghien, de Guise, de Châteauroux, de Montmorency et de Bellegarde, Sohn von Louis V.
- Louis Antoine Henri de Bourbon-Condé (1772–1804), duc d’Enghien, Sohn von Louis VI.

## Weitere Familienmitglieder
- Anne Geneviève de Bourbon-Condé (1619–1679), Herzogin von Longueville, Fürstin von Neufchatel
- Éléonore de Bourbon-Condé (1587–1619), Tochter von Henri I. de Bourbon und seiner zweiten Frau Charlotte de la Trémoille
- Louise-Adélaïde de Bourbon-Condé (1757–1824), französische Prinzessin und benediktinische Klostergründerin
- Louise Bénédicte de Bourbon-Condé (1676–1753), französische Adlige und Schriftstellerin
- Marie-Anne de Bourbon-Condé (1697–1741), Surintendante de la Maison de la Reine
- Marie Gabrielle Éléonore de Bourbon-Condé (1690–1760), französische Äbtissin
- Marie Thérèse de Bourbon-Condé (1666–1732), französische Adlige, durch Heirat Fürstin von Conti